# Patricia Wrightson
Patricia Wrightson, född 19 juni 1921 i Lismore, New South Wales, död 15 mars 2010 i Lismore, New South Wales, var en framstående australisk barnboksförfattare. Hennes genombrottsverk Nargonen och stjärnorna (1973) var en av de första australiska barnböcker som hämtade inspiration från de australiska aboriginernas folklore.
Wrightson skrev under sin karriär 27 böcker som översatts till 16 språk. Många var realistiska ungdomsromaner, men hon uppmärksammades främst för sina verk i genren magisk realism och fantasy.
På svenska utgavs Wrightsons böcker under framförallt 1980-talet. Romanen Jag äger travbanan!, som handlar om en pojke med intellektuell funktionsnedsättning som blir övertygad om att den lokala travbanan är hans, gavs ut i en andra utgåva hos En bok för alla 1995.

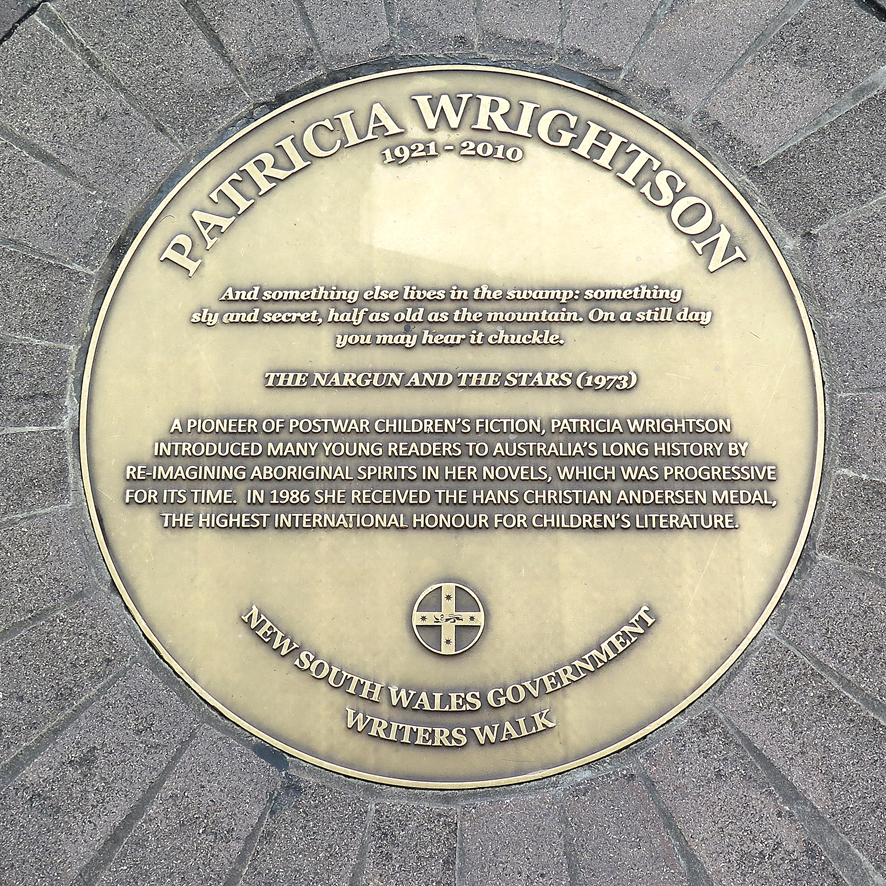
Wrightson har sedan 1991 en minnesplatta i Sydney Writers Walk.